# Virtual Reality Software and Technology
VRST ist ein Akronym und steht für Virtual Reality Software and Technology. Die Abkürzung findet in der einschlägigen Forschung und Anwendung seit 1994 Verwendung. Die VRST-Technologie hat auch in die Entwicklung der Konzepte der Augmented Reality Eingang gefunden.
Es gibt eine wissenschaftliche und Entwickler-Community im Bereich VRST und jährliche wissenschaftliche Konferenzen zum Austausch aktueller Ergebnisse der Forschung und Entwicklung.